# Nålflagellater
Nålflagellater eller kloromonader (Raphidophyceae) är en klass alger tillhörandes heterokonterna. Totalt finns 35 arter av både marina och limniska arter. De marina arterna har klorofyll a, c och karotenoiden fukoxantin medan arterna i sötvatten saknar fukoxantin men kan ha andra karotenoider, till exempel betakaroten. Därför är de marina arterna gulaktiga medan sötvattensarterna är gröna.

## Cellstruktur

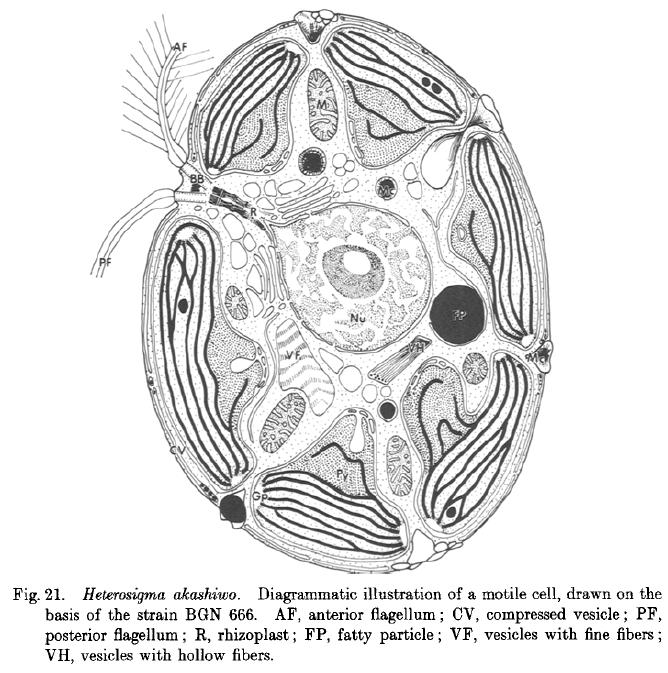
Cellstruktur hos Heterosigma akashiwo

Nålflagellaterna saknar en stabil cellvägg vilket gör kan algcellerna ändra form allt efter omgivningen samtidigt som cellen kan bli skör då den endast omges av ett membran. Detta kan påtagligt försvåra artbestämning. Antalet flageller är två, varav den ena är försedd med hår. Cellerna innehåller även bland annat cellkärnor (nukleus), mucocyster och kloroplaster (se bild).

## Ekologi
De marina arterna kan tolerera stora variationer i salthalt (arten Heterosigma carterae kan tolerera 3-50%). En del marina nålflagellater kan även ge upphov till omfattande algblomningar samt producera för fiskar dödliga neurotoxiner (brevetoxiner), som påverkar hjärtat och leder till att gasutbytet vid gälarna slås ut. Sådana algblomningar har sedan länge varit kända utanför Japans kuster (orsakade av släktena Chattonella, Fibrocapsa och Heterosigma). På nittiotalet återfanns även Chattonella och Fibrocapsa utanför Nederländernas kust. Även den norska laxodlingen har påverkats av nålflagellater. Den toxinbildande arten Heterosigma akashiwo har spridits över stora delar av världen. DNA-data visar att alla populationer härstammar från en enda ursprungspopulation. Näringshalten i vattnet (till exempel genom människans utsläpp) kan kraftigt påverka uppkomsten av massiva blomningar.
Algerna kan transportera sig mellan ett vegetativt stadium i den pelagiska zonen till vilstadiet i den bentiska zonen, det vill säga på botten. Flagellerna används för simningen, men passiv sedimentering kan spela huvudrollen när Heterosigma rör sig mot botten.
Marina nålflagellater finns också i saltsjöar. Exempelvis har en ansenlig mängd av Chattonella marina återfunnits i saltsjön Salton lake i Kalifornien.

## Livscykel
Nålflagellater kan växla mellan haploida och diploida generationer, men exakt hur cellerna blir diploida är för närvarande okänt (gäller Chattonella). Nålflagellaterna kan också övervintra som cystor på botten, vilka sedan börjar dela sig asexuellt nästa säsong när temperaturen stiger.

## Systematik
Nålflagellaterna betraktas vanligen som en klass under divisionen Heterokontophyta, men kan också räknas som en klass under divisionen Ochrophyta, underriket Heterokonta. De flesta nålflagellater tillhör ordningen Chattonellales, vilken delas av familjerna Chattonellaceae och Vacuolariaceae.
- Ordning Chattonellales
  - Familj Chattonellaceae
    - Släkte Chattonella
    - Släkte Fibrocapsa
    - Släkte Heterosigma
    - Släkte Olisthodiscus
    - Släkte Oltmannsia

  - Familj Vacuolariaceae
    - Släkte Gonyostomum
      - Art Gubbslem Gonyostomum semen

    - Släkte Hemieutreptia
    - Släkte Hornellia
    - Släkte Merotricha
    - Släkte Vacuolaria
- övriga incertae sedis
  - övriga incertae sedis
    - Släkte Haramonas
    - Släkte Thaumatomastix
    - Släkte Thaumatomonas

Uppställningen följer Algaebase.